# Kraindorf, Liebenfels
Kraindorf je naselje v Občini Liebenfels v Okraju Šentvid ob Glini na Koroškem v Avstriji.